# Жемо (премия)
«Премия Жемо» (фр. Prix Gémeaux) — канадская премия в области телевидения, вручавшаяся Академией кино и телевидения Канады с 1986 года. Вручается за продукцию на французском языке. Премия считается высшей телевизионной наградой Канады, эквивалентом «Эмми» в США. Награды вручаются в ста десяти категориях, включая актёрские, режиссёрские, сценарные, технические а также специальные за карьерные достижения. Обычно церемония вручения проводится в Монреале и транслируется одним из основных франкоязычных телеканалов Канады.
Лауреатам вручается статуэтка работы скульптора Скотта Торнли (Scott Thornley).
С 2008 года, когда количество номинаций достигло 88, церемония награждения проходит в течение трех дней. В первый день вручаются награды в технических номинациях и за документальные фильмы и программы, во второй день, называемый «Предпремьерой» (Avant-première) — в основном за роли второго плана, в третий день, называемый «Гала» (Gala) — награды в основных номинациях.
«Жемо» являлась «близнецом» премии «Джемини» на период существования последней, также вручавшейся Академией кино и телевидения Канады. Оба слова, Gemini с английского и Gémeaux с французского так и переводятся «Близнецы». «Джемини» также считалась высшей телевизионной наградой Канады, но за продукцию на английском языке. Она тоже была учреждена в 1986 году, и первое награждение ею прошло в том же году, на год раньше премии «Жемо». Ее лауреатам вручалась такая же статуэтка, как и лауреатам «Жемо».
Телевизионная премия «Джемини» в 2012 году слилась с кинопремией «Джини». Их преемницей стала премия Canadian Screen Awards, вручаемая с марта 2013 года — за кинопродукцию как на английском, так и французском языках, и телепродукцию на английском языке.
Однако премия «Жемо» сохранила свою независимость и продолжает ежегодно вручаться. Последнее, 33-е с момента ее учреждения, награждение премией «Жемо» состоялось в Торонто в сентябре 2018 года.